# Kostel svaté Maří Magdalény (Lázně Bohdaneč)
Kostel svaté Máří Magdaleny v Lázních Bohdanči je římskokatolický farní kostel postavený v barokním slohu v první polovině 18. století. Nachází se na Masarykově náměstí v centru města Lázně Bohdaneč v okrese Pardubice. Kostel je chráněn jako kulturní památka. Národní památkový ústav tento kostel uvádí v katalogu památek pod rejstříkovým číslem ÚSKP 22030/6-2043.

## Historie
Současný barokní kostel byl postavený v letech 1728–1737 na místě staršího gotického kostela stavitelem Františkem Jedličkou podle projektu Tomáše Haffeneckera. Spodní část věže je gotická a byla zvýšena roku 1860 stavitelem Františkem Schmoranzem. Další opravy kostela byly prováděny v letech 1924, 1935 a na konci 20. století.

## Popis kostela
Architektura

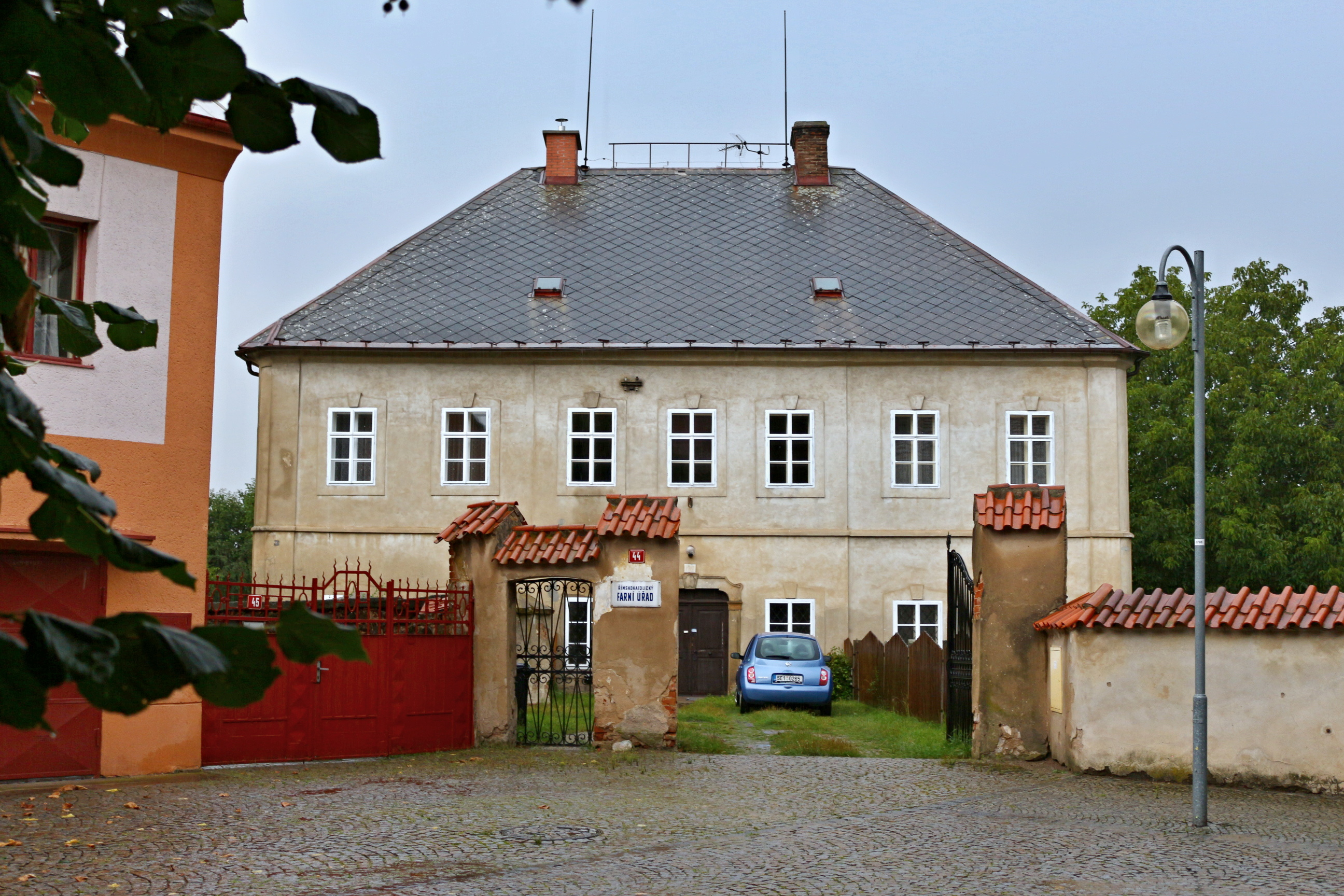
Fara u kostela

Jednolodní kostel má obdélnou, uprostřed rozšířenou kostelní loď. V průčelí kostela stojí gotická věž na čtvercovém půdorysu. Užší čtvercový presbytář se sakristií umístěnou na severní straně je zaklenutý českou plackou. Nad presbytářem je umístěn sanktusník. Vchod do kostela je ze severní strany chrámové lodi.
Rohy kostelní lodi vyplňují vyduté pilastry s římsovými hlavicemi. Triumfální oblouk je zaklenut polokruhovým pasem. Archivolta je profilována. Loď je zaklenuta valenou klenbou s lunetami nad okny. Jednotlivá pole klenby oddělují pasy podepřené představenými pilíři s římsovými hlavicemi. Mezi představenými pilíři vznikají pod okny mělké výklenky pro oltáře. Kruchta s dřevěným barokním zábradlím je podklenuta pásem valené klenby s lunetami. Okna lodi jsou půlkruhově zaklenutá.
Fasáda kostela je hladká, s vápenocementovou omítkou světle okrové barvy nátěru. Střešní krytina kostelní lodi je z pálených tašek - bobrovek, na věži a sanktusníku je měděný plech.
Interiér
Pod presbytářem, vyvýšeným oproti lodi pomocí schodu, jsou dvě krypty, nyní nepoužívané a zčásti zasypané. Vnitřní výzdoba kostela je barokní.
- Hlavní oltář sv. Maří Magdaleny s obrazem titulární světice uprostřed, má malovaný iluzivní architektonický rámec s postavami sv. Jana Nepomuckého, sv. Vojtěcha s pádlem, sv. Libora a sv. Romedia s medvědem. Autorem malby je barokní malíř Josef Kramolín.
- Oltář svatého Floriána má na pozadí obrazu světce znázorněn požár bohdanečského náměstí v roce 1772 s původní stavbou radnice o třech štítech, která tehdy rovněž vyhořela.
- Oltář Neposkvrněného Početí Panny Marie, s bíle štafírovanou dřevěnou sochou Imakuláty stojící na zemské sféře, ovinuté hadem hříchu, po stranách sochy Mariiných rodičů - sv. Anny a sv. Jáchyma.
- Oltář sv. Jana Nepomuckého je vyzdoben dřevěnou bíle štafírovanou sochou sv. Jana mezi anděly, kteří nesou v kartuších reliéfní scény z jeho života (Zpověď královny Žofie a Svržení světce z Karlova mostu), v nástavci oltářní architektury je v ,paprsčité svatozáři umístěna řezba staroboleslavského paládia ve skutečné velikosti
- Obraz neurčené poutní madony v zaskleném rámu visí na jižní stěně presbytáře

Vzácné barokní sochy vytvořil řezbář a sochař Ignác Rohrbach.
Varhany
Prospekt varhan z 18. století byl v 19. století upraven, stejně jako varhanní stroj. Ten pocházel ze zrušeného klášterního kostela v Sedlci u Kutné hory, respektive jejich třetina. Druhá část varhan se nachází v Přelouči a zbylá část je nezvěstná. Současné varhany jsou z roku 1907, v roce 1994 byly zrestaurovány.
Věž
V chrámové věži je 5 zvonů a jsou zde původní věžní hodiny. Ve střeše věže je dodnes vidět komín pece z věžní světnice, kde ještě začátkem 20. století bydlel kostelník Vondráček s početnou rodinou.
V dlažbě kolem kostela jsou několika kříži schematicky naznačeny hroby někdejšího farního a městského hřbitova, zrušeného v 19. století.

## Galerie

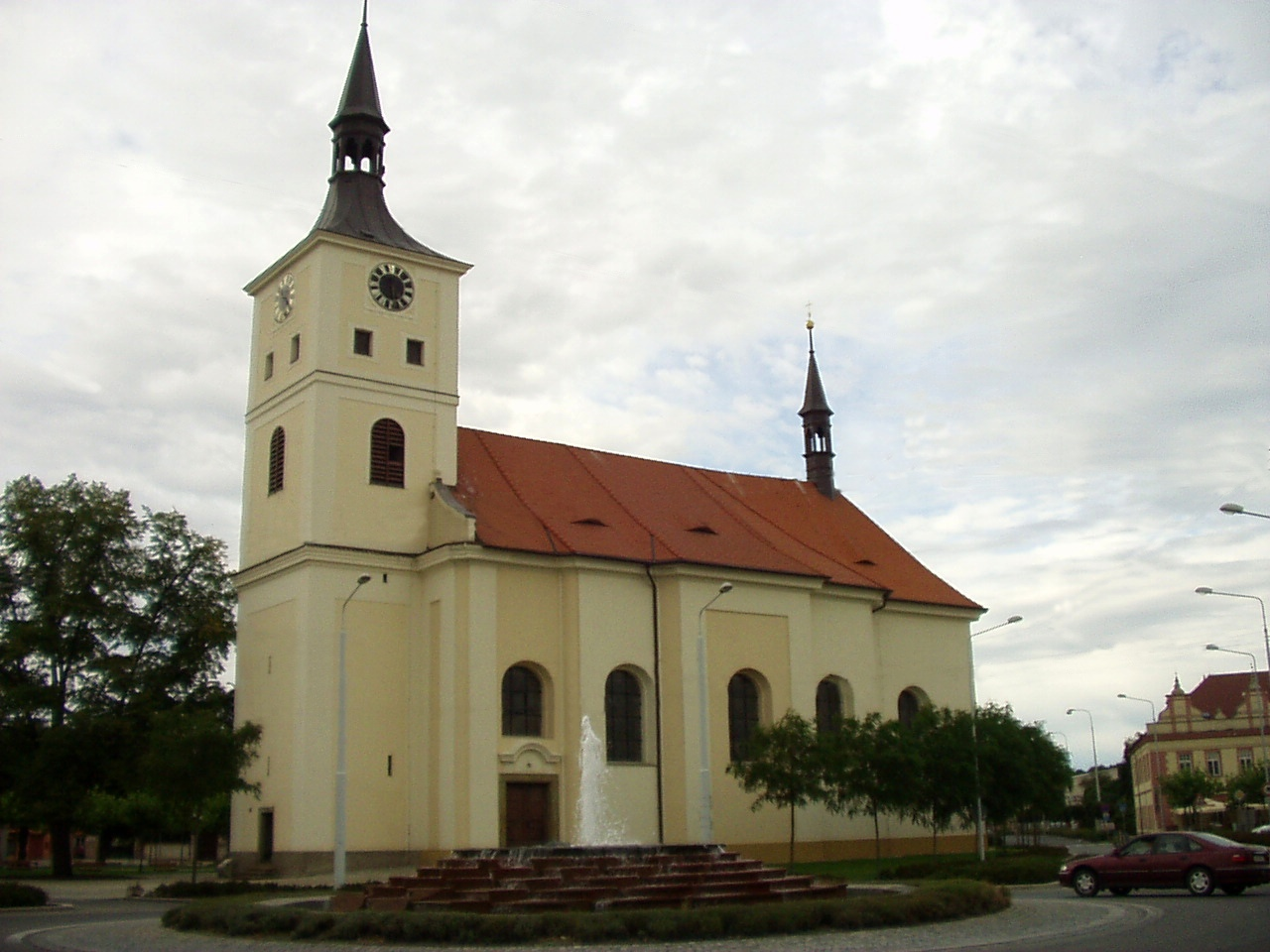
pohled na Kostel sv. Maří Magdalény v Lázních Bohdaneč
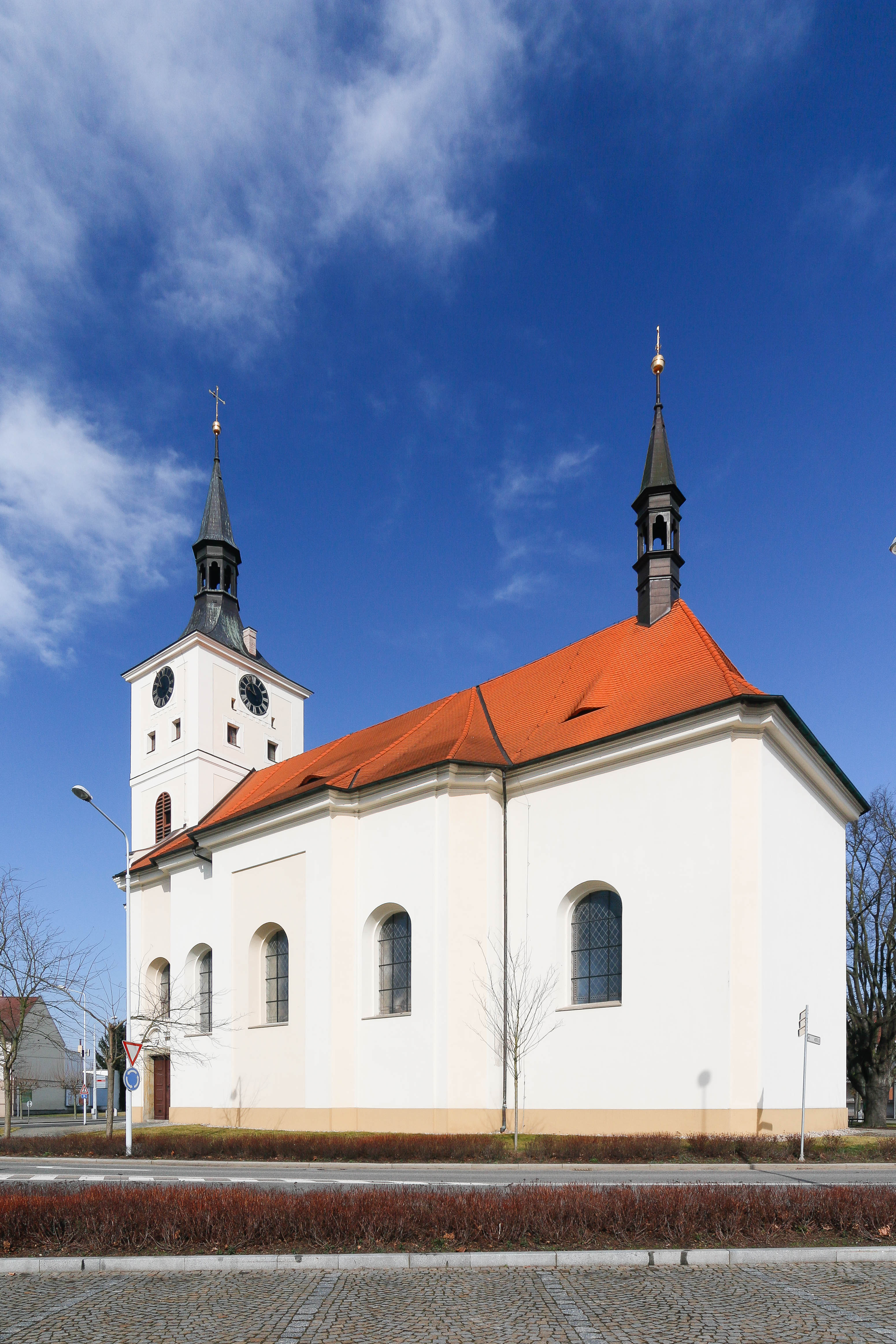
pohled na Kostel sv. Maří Magdalény v Lázních Bohdaneč
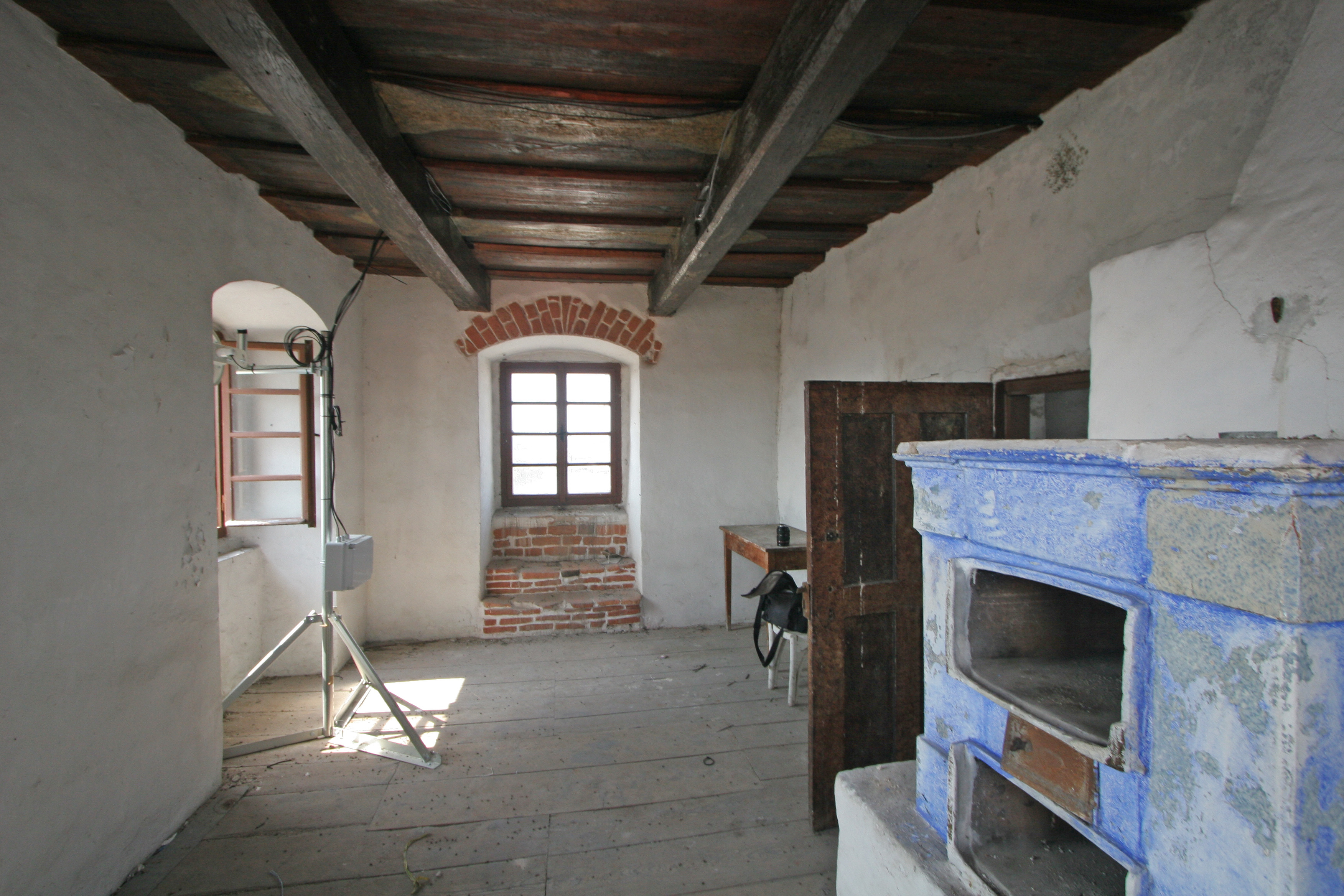
Kostel sv. Maří Magdalény - světnička věžníka